# Enrico Bertaggia
Enrico Bertaggia (ur. 19 sierpnia 1964 w Noale) – były włoski kierowca Formuły 3000 i Formuły 1.

## Kariera
W Formule 3000 Bertaggia zadebiutował w 1987 roku, jeździł w niej też w roku 1988, ale jego rezultaty nie były dobre. W 1989 roku wniósł do zespołu Formuły 1 Coloni dużą sumę pieniędzy, dzięki czemu mógł zastąpić Pierrego-Henri Raphanela i wystartować w sezonie 1989 od Grand Prix Belgii. Ostatecznie w tamtym wyścigu, jak i w pozostałej części sezonu (Grand Prix Włoch, Portugalii, Hiszpanii, Japonii i Australii) nie przekwalifikował się. Po tamtym sezonie odszedł z Formuły 1, ale powrócił do niej w sezonie 1992 – zaangażował go zespół Andrea Moda Formula. Mimo to nie wystartował w ani jednym Grand Prix – zespołu nie dopuszczono do startów w Grand Prix RPA i Meksyku, a przed Grand Prix Brazylii szef zespołu Andrea Sassetti zadecydował, że zamiast Bertaggi w zespole pojedzie Perry McCarthy. Bertaggia już nigdy później nie wrócił do Formuły 1.